# Slovenië op de Paralympische Winterspelen 2014
Slovenië was een van de landen die deelnam aan de Paralympische Winterspelen 2014 in Sotsji, Rusland.

## Deelnemers en resultaten
(m) = mannen, (v) = vrouwen 

### Alpineskiën
| Paralympiër | Onderdeel                 | Resultaat | Prestatie      |
| ----------- | ------------------------- | --------- | -------------- |
| Gal Jakic   | Slalom, zittend (m)       | DNF       | Niet gefinisht |
| Gal Jakic   | Reuzenslalom, zittend (m) | DNF       | Niet gefinisht |